# بزموتات الصوديوم
بزموتات الصوديوم هو مركب كيميائي له الصيغة NaBiO3، وعدد أكسدة البزموت في هذا المركب هو /+5/.

## الخواص
يكون بشكله النقي على شكل بلورات إبرية صفراء، تكون غير منحلة بالماء البارد، وبالماء الساخن تتفكك مع تشكيل أكسيد البزموت ثلاثي التكافؤ، هيدروكسيد الصوديوم، والأكسجين.
يتقكك أيضاً يوجود الحموض، على سبيل المثال التفاعل مع حمض كلور الماء يولد غاز الكلور، والتفاعل مع الحموض الأكسجينية يولد غاز الأكسجين.

## التحضير
يحضر بتمرير غاز البروم عند درجة غليانه على محلول معلق من أكسيد البزموت الثلاثي في الصودا الكاوية
ولكن لا يمكن بالمرة الحصول على محلول منه بنقاوة 100%، ويحتوي دائماً على محتوى من الماء قدره 3-5 مول لكل وحدة صيغة.

## الاستخدامات
- بما أن البزموت في هذا المركب يكون بأعلى درجة أكسدة ممكنة، بالتالي يعد بزموتات الصوديوم من أقوى المؤكسدات.

يستخدم لتحديد نسبة المنغنيز في الفولاذ، حيث يقوم بأكسدة المنغنيز الثنائي إلى الخماسي في محلول حمضي من حمض النتريك.